# Memoriał Łukasza Romanka 2009
Memoriał im. Łukasza Romanka 2009 – trzeci turniej żużlowy poświęcony pamięci tragicznie zmarłego żużlowca Łukasza Romanka, rozegrany w Rybniku w dniu 2 maja 2009. Zawody sędziował Wojciech Grodzki, widzów: 7000.

## Wyniki końcowe
| 1.  | Piotr Protasiewicz | Falubaz Zielona Góra  | 18 (1,3,3,3,3,5) |
| 2.  | Emil Sajfutdinow   | Polonia Bydgoszcz     | 15 (2,3,2,3,2,3) |
| 3.  | Rafał Dobrucki     | Falubaz Zielona Góra  | 15 (3,3,3,2,3,1) |
| 4.  | Tomasz Gollob      | Stal Gorzów           | 13 (3,2,2,3,3,0) |
| 5.  | Michał Szczepaniak | Włókniarz Częstochowa | 9 (3,3,0,2,1)    |
| 6.  | Adrian Miedziński  | Unibax Toruń          | 8 (2,0,3,2,1)    |
| 7.  | Tomasz Gapiński    | Włókniarz Częstochowa | 8 (1,2,2,3,0)    |
| 8.  | Rune Holta         | Stal Gorzów           | 8 (2,1,2,1,2)    |
| 9.  | Adam Skórnicki     | Wybrzeże Gdańsk       | 6 (2,1,3,0,0)    |
| 10. | Andreas Jonsson    | Polonia Bydgoszcz     | 6 (0,2,1,1,2)    |
| 11. | Fredrik Lindgren   | Falubaz Zielona Góra  | 5 (0,1,1,0,3)    |
| 12. | Tomasz Jędrzejak   | Atlas Wrocław         | 5 (3,0,0,1,1)    |
| 13. | Tai Woffinden      | Włókniarz Częstochowa | 4 (0,1,1,0,2)    |
| 14. | Sławomir Drabik    | Włókniarz Częstochowa | 4 (1,2,1,d,–)    |
| 15. | Sławomir Pyszny    | RKM ROW Rybnik        | 3 (1,w,0,2,0)    |
| 16. | Ryan Sullivan      | Unibax Toruń          | 2 (0,0,0,1,1)    |
| 17. | Michał Mitko       | RKM ROW Rybnik        | 0 (0)            |

## Bieg po biegu
| 1.  | Gollob, Holta, Drabik, Jonsson                              |
| 2.  | Szczepaniak, Sajfutdinow, Protasiewicz, Lindgren            |
| 3.  | Dobrucki, Skórnicki, Gapiński, Woffinden                    |
| 4.  | Jędrzejak, Miedziński, Pyszny, Sullivan                     |
| 5.  | Dobrucki, Gollob, Lindgren, Miedziński                      |
| 6.  | Protasiewicz, Gapiński, Holta, Sullivan                     |
| 7.  | Szczepaniak, Jonsson, Woffinden, Jędrzejak                  |
| 8.  | Sajfutdinow, Drabik, Skórnicki, Pyszny (u/w)                |
| 9.  | Protasiewicz, Gollob, Woffinden, Pyszny                     |
| 10. | Skórnicki, Holta, Lindgren, Jędrzejak                       |
| 11. | Dobrucki, Sajfutdinow, Jonsson, Sullivan                    |
| 12. | Miedziński, Gapiński, Drabik, Szczepaniak                   |
| 13. | Gollob, Szczepaniak, Sullivan, Skórnicki                    |
| 14. | Sajfutdinow, Miedziński, Holta, Woffinden                   |
| 15. | Gapiński, Pyszny, Jonsson, Lindgren                         |
| 16. | Protasiewicz, Dobrucki, Jędrzejak, Drabik (d/4)             |
| 17. | Gollob, Sajfutdinow, Jędrzejak, Gapiński                    |
| 18. | Dobrucki, Holta, Szczepaniak, Pyszny                        |
| 19. | Protasiewicz, Jonsson, Miedziński, Skórnicki                |
| 20. | Lindgren, Woffinden, Sullivan, Mitko                        |
| 21. | Protasiewicz (5), Sajfutdinow (3), Dobrucki (1), Gollob (0) |